# Walter Tysall
Walter Tysall (* 3. April 1880 in Birmingham; † 1955 in Ashton-on-Ribble) war ein britischer Turner. 
Bei den Olympischen Spielen 1908 gewann er hinter Alberto Braglia und vor Louis Ségura die Silbermedaille beim Einzelmehrkampf im Turnen. 100 Jahre blieb dies die einzige Medaille eines britischen Turners, bis Louis Smith 2008 eine Bronzemedaille auf dem Pauschenpferd gewann.